# Marija Jovanović
Marija Jovanović född den 26 december 1985 i Titograd, nuvarande Podgorica i Jugoslavien, är en före detta montenegrinsk handbollsspelare.

## Klubblagskarriär
Jovanović spelade först för ŽRK Medicinar Šabac och flyttade till ŽRK Budućnost  i oktober 2005. Med Budućnost vann hon cupvinnarcupen i handboll 2006 och 2010, samt Montenegros mästerskap och cupen 2006, 2007, 2008, 2009, 2010 och 2011. Sommaren 2011 skrev Jovanović på ett kontrakt med den rumänska klubben CS Oltchim Râmnicu Vâlcea. Med Oltchim vann hon rumänska mästerskapet 2012 och 2013 och cupen 2012 i Rumänien. Sommaren 2013 flyttade hon till den ryska klubben GK Astrachanotjka. Ett år senare började hon spela med i den franska klubben Issy Paris Hand. Efter säsongen 2015–2016 lämnade hon Issy Paris Hand. I oktober 2016 skrev hon på ett kontrakt med den ungerska klubben Ferencváros. Med Ferencváros vann hon ungerska cupen 2017. Hon avslutade sin karriär efter säsongen 2017–2018.

## Landslagskarriär
Marija Jovanović startade sin landslagskarriär i U20-landslaget för Serbien och Montenegro och spelade sedan för Montenegros damlandslag i handboll. Sommaren 2012 deltog Jovanović med Montenegro vid de olympiska spelen i London. Hon tog OS-silver i damernas turnering Samma år vann hon Europamästerskapet i handboll för damer 2012 med Montenegro i Serbien. Hon deltog även vid olympiska sommarspelen 2016 i Rio de Janeiro. Hon har spelat 132 landskamper och gjort 507 mål för landslaget.